# 星控股
星控股有限公司，簡稱星控股（英語：Sing Holdings Limited，SGX：5IC），在1964年由李連煌（董事會主席）家族創立。總裁為李思豪。
業務經營在新加坡以及中國房地產項目。總部位於96 Robinson Road #10-01 SIF Building Singapore 068899（新加坡羅便臣道96號星金融發展大樓10樓1室）。而股份在2006年4月26日於新加坡交易所創業板上市，之後在2007年9月28日轉在主板上市，招股價為0.3坡元，配售股份為44,000,000股，集資額為13,200,000坡元。

## 連結
- SingHoldings.com （页面存档备份，存于）